# Fosa al buit
La fosa al buit és una tècnica avançada de fabricació que permet obtenir peces metàl·liques d'alta qualitat i precisió. Aquest procés es basa en l'ús d'un entorn de buit per eliminar l'aire i altres impureses durant l'abocament del metall fos en el motlle, cosa que redueix les bombolles i porositats en el producte final. La fosa al buit s'utilitza principalment en indústries com l’aeronàutica, l’automoció i la joieria, on la resistència, l’acabat i la precisió són factors crítics. Aquest mètode destaca pel seu alt rendiment en la producció de peces complexes, garantint uns estàndards de qualitat superiors als que ofereixen altres tècniques de fosa tradicionals.
Aquest procés s'utilitza quan l'atracció d'aire és un problema, hi ha detalls complexos o retallades, o si el material està reforçat amb fibra o filferro.
El principal desavantatge d'aquest procés és el preu elevat de l'equip.

## Procés
El procés comença col·locant un motlle de silicona de dues peces en una cambra de buit. La matèria primera es barreja, es desgasifica i després s'aboca al motlle. Aleshores s'allibera el buit i s'elimina el motlle de la cambra. Finalment, la fosa es cura en un forn i es retira el motlle per alliberar la fosa completada. El motlle de silicona es pot reutilitzar.
En algunes màquines, la cambra on es barreja el material es pot aplicar una pressió per augmentar el diferencial de pressió entre la cavitat del motlle i la cambra de mescla.